# Adilson Tibes Granemann
Adilson Tibes Granemann (Rio do Campo, 1º gennaio 1982) è un ex calciatore brasiliano, di ruolo attaccante.

## Carriera

### Club
Dopo aver giocato con Botafogo (SP) e Feirense, il 1º luglio 2010 firma un contratto triennale con il Marítimo.
Il 5 agosto 2010 va in rete nella partita di Europa League contro il Bangor City (vittoria per 1-2).
Il 14 agosto 2010 debutta nella Primeira Liga nella partita casalinga contro il Vitória Setúbal persa 0-1.